# Fritz Grünspach
Fritz Grünspach (* 5. Juni 1874 in Krotoschin/Posen; † 20. Oktober 1924 in Berlin) war ein deutscher Rechtsanwalt.

## Leben
Grünspach wurde besonders als Verteidiger von Künstlern gegen die Staatsgewalt bekannt. 1911 etwa nahm der Berliner Polizeipräsident Traugott von Jagow Anstoß an der Veröffentlichung von Gustave Flauberts Jugendtagebuch in der Zeitschrift Pan und verklagte die Schriftleitung wegen Verbreitung unzüchtigen Gedankengutes. Paul Cassirer beauftragte daraufhin den damals noch recht unbekannten Grünspach mit der Verteidigung gegen diese Vorwürfe. Fritz Grünspach war auch der Verteidiger aller Angeklagten im Liebknecht und Luxemburg Verfahren. Auch trat er als Verteidiger von Waldemar Pabst auf, wegen seiner Rolle im Kapp-Putsch.
Grünspach fungierte außerdem als Rechtsbeistand Maximilian Hardens und vertrat die Interessen Emil und Walther Rathenaus in einem Beleidigungsprozess gegen den völkischen Agitatoren Ludwig Müller gen. von Hausen. In den Jahren 1921/22 vertrat er aber auch Jagow, der am Kapp-Putsch beteiligt gewesen war.
In seiner Glosse „Dada-Prozess“ in der Weltbühne vom 28. April 1921 berichtet Kurt Tucholsky unter dem Pseudonym „Ignaz Wrobel“ von Grünspachs Verteidigung einer Mappe von George Grosz, die dieser auf der Ersten Internationalen Dada-Messe gezeigt hatte. Wegen dieser Mappe mit dem Titel Gott mit uns und weiterer Karikaturen war Grosz und seinen Kollegen Beleidigung der Reichswehr vorgeworfen worden. Grosz’ Rolle bei diesem Prozess kritisierte Tucholsky scharf; gleichzeitig charakterisierte er Grünspach: „Die Verteidigung war im großen ganzen darauf gerichtet, bei Grosz als Spaß hinzustellen, was bitterster und bester Ernst ist. Fritz Grünspach, der gleichermaßen Zeichner und Gezeichnete verteidigen kann, war geschickt genug, nicht den starken Angriff auf Kaisers Geist, sondern auf dessen Auswüchse in den Vordergrund zu schieben. Sein Plädoyer rettete Grosz den Kragen und war vernichtend für ihn und seine Freunde. So sieht eure Verteidigung aus? Ihr habt es nicht so gemeint?“

## Werke
- Technikerrecht. Düsseldorf 1914.
- Nackttänze. In: Die Zukunft. Jg. 20, Bd. 115, Nr. 25 vom 18. März 1922, S. 320–326.